# 干燥剂

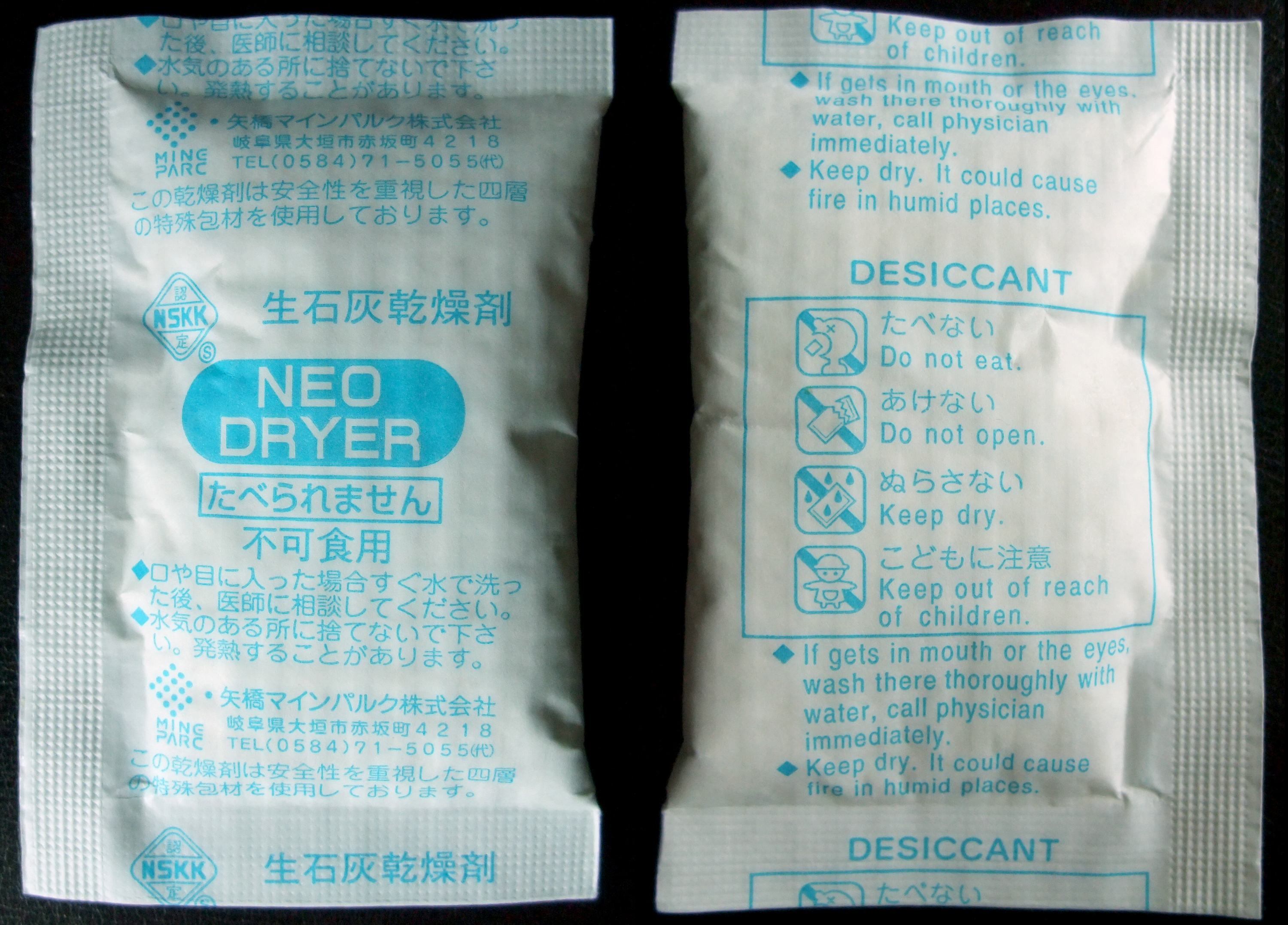
氧化鈣（生石灰）乾燥劑

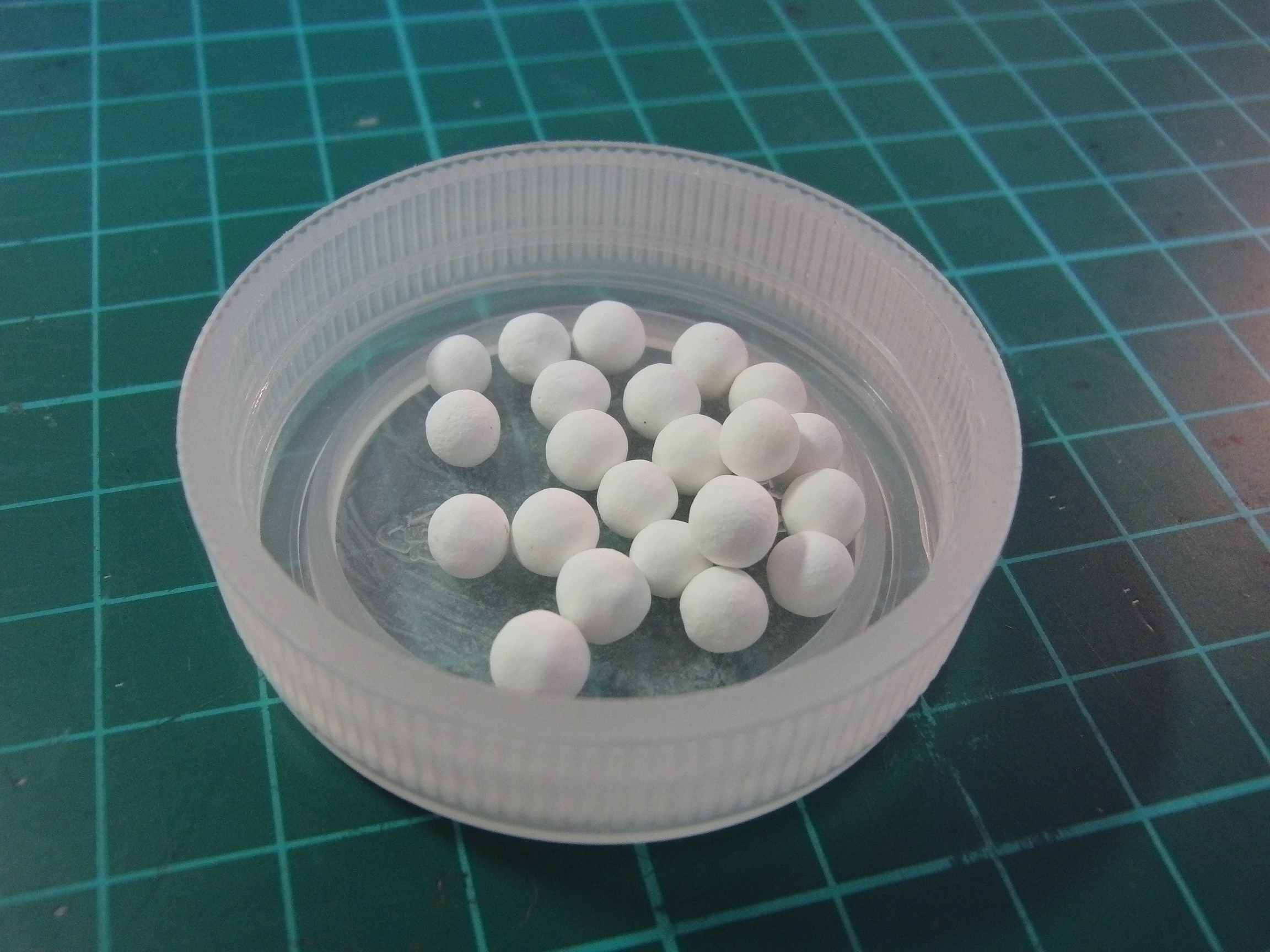
活性氧化鋁

乾燥劑（desiccant）是能除去潮湿物质中水分的物质，常分为两类：化学干燥剂，如硫酸钙和氯化钙等，透過与水结合生成水合物进行干燥；物理干燥剂，如硅胶與活性氧化铝等，透過物理吸附水进行干燥。
溼氣的管控是與產品的良率是息息相關的。以食品而言，在適當的溫度和溼度下，食物中的細菌和黴菌便會以驚人的速度繁殖，使食物腐壞，造成受潮及色變。電子產品也會因溼度過高造成金屬氧化，產生不良。乾燥劑的使用，便是為了要避免多餘的水分造成不良品的發生，它可以使黴菌和其他微生物無法生長，並延長保存期限。

## 常用成份
- 矽膠成半透明顆粒狀，是由矽酸鹽加酸或銨鹽沉澱後，在高溫下活化所形成的顆粒性物質。
- 生石灰（氧化鈣）是白色或灰白色的塊狀物，吸水後會變成粉末狀的氫氧化鈣，也就是熟石灰。
- 皂土又稱礦黏土，色澤及性質安定之天然物，中性無毒。

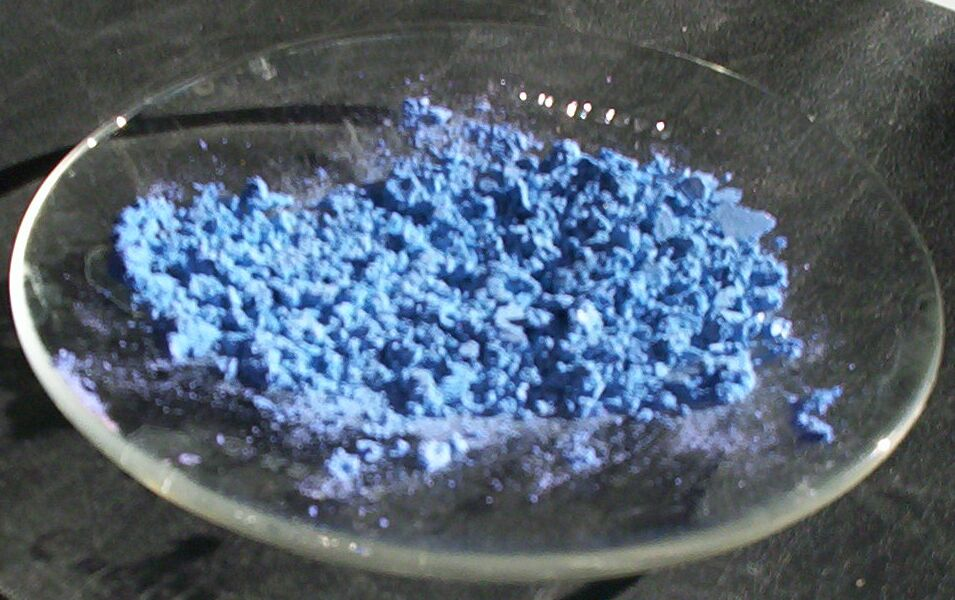
氯化鈷

## 種類
活潑金屬
- 鈉

- 鉀
- 鈉鉀合金
- 鎂

鹵化物
- 氯化鋰
- 氯化鈉
- 氯化鎂
- 氯化鈣
- 氯化鈷
- 溴化鋰

鹵酸鹽
- 氯酸鈉
- 過氯酸鎂

氧化物
- 活性氧化鋁
- 矽膠
- 五氧化二磷
- 氧化鈣

氫氧化物
- 氫氧化鈉
- 氫氧化鉀

硫酸鹽
- 硫酸
- 硫酸鈉
- 硫酸鎂
- 硫酸鈣（又稱乾燥石、Drierite）
- 硫酸銅

氫化物
- 氫化鋰
- 氫化鈣

碳酸鹽
- 碳酸鉀

矽、鋁化合物
- 分子篩

有機
- 蔗糖
- 二苯甲酮（與鈉同用作指示劑）

其它
- 氣凝膠
- 膨潤土

### 米對電子產品不是良好乾燥劑
有報導稱米曾用作乾燥攝影器材和底片。2007年7月，MacRumors有成員將浸過落水的iPhone用米覆蓋，亦有報導稱用米覆蓋浸過落水的電子產品沒用。

## 外部連結
- 清海化學工業-乾燥劑淺談 （页面存档备份，存于）
- 清海化學工業-乾燥劑適用類別 （页面存档备份，存于）
- 清海化學工業-乾燥劑建議規格系統試算 （页面存档备份，存于）